# Medalha Fedor Krause
A Medalha Fedor Krause (em alemão:  Fedor-Krause-Medaille) é concedida desde 1956 pela Sociedade Alemã de Neurocirurgia inicialmente a cada quatro anos, finalmente em períodos irregulares por decisão da sociedade. São acompanhadas por uma palestra memória a Fedor Krause, que dá nome para a medalha. É juntamente com a Medalha Otfrid Foerster a mais alta condecoração da sociedade.

## Recipientes
- 1956: Herbert Olivecrona[1]
- 1960: Geoffrey Jefferson[2]
- 1962: Paul Bucy
- 1969: Georg Merrem[3][4]
- 1978: Peter Röttgen
- 1982: Karl-August Bushe
- 1988: Kurt Schürmann[5]
- 2000: Gazi Yaşargil,[6] Peter Jannetta[7]
- 2007: Madjid Samii[8]
- 2009: Rudolf Fahlbusch[9][10]
- 2014: Hartmut Collmann[11]
- 2018: Mitchel S. Berger[12]
- 2020: Kaoru Kurisu